# Canais das Ilhas Havaianas

Canais das Ilhas Havaianas

Em um arquipélago como as ilhas havaianas, a água entre as ilhas é normalmente chamada de canal ou passagem . Aqui são descritos os canais entre as ilhas do Havaí, dispostos de sudeste a noroeste.

## Canal ʻAlenuihāhā
O ʻAlenuihāhā separa a ilha do Havaí e a ilha de Maui . A profundidade máxima deste canal é 1 900 m, e o canal tem 48 km de largura. Há um efeito significativo de funil de vento no canal, que está sujeito a investigações científicas. ʻAlenuihāhā significa "grandes ondas quebrando".

## Canal ʻAlalākeiki
O Canal ʻAlalākeiki separa as ilhas de Kahoʻolawe e Maui, a uma distância de 7 milhas. ʻAlalākeiki significa "bebê chorando".

## Canal Kealaikahiki
O Canal Kealaikahiki é o canal entre Lānaʻi e Kahoʻolawe . Literalmente significa "a estrada para o Taiti "; se alguém der uma direção do Ponto Kealaikahiki em Kahoʻolawe enquanto está no canal e seguir diretamente em linha reta, chega-se, mais ou menos, ao Taiti. Na prática, entretanto, os navegadores polinésios provavelmente não percorriam uma rota direta para o Taiti . O canal tem 27 km de largura.

## Canal ʻAuʻau
O Canal de ʻAuʻau é uma das áreas oceânicas mais protegidas nas ilhas havaianas, situando-se entre Lānaʻi e Maui. O canal também é protegido por Molokaʻi ao norte e Kahoʻolawe ao sul. A profundidade do canal chega a 33 m, e sua largura é de 14,2 km . O canal ʻAuʻau é um centro de observação de baleias nas ilhas havaianas. As baleias jubarte migram aproximadamente 5600 km das águas do Alasca a cada outono e passar os meses de inverno do hemisfério norte nas águas protegidas do canal .
ʻAuʻau se traduz como "tomar banho" referindo-se às suas condições calmas de banho.

### Lahaina Roads
O meio do canal ʻAuʻau ao largo de Lahaina é conhecido como Estradas de Lahaina. Antes cheios de baleeiros quando Lahaina era a capital dessa indústria, as estradas de Lahaina foram posteriormente adotadas como um ancoradouro alternativo para a principal frota do Pacífico dos EUA com base em Pearl Harbor. No planejamento do ataque a Pearl Harbor, os japoneses esperavam que a Frota do Pacífico ainda utilizasse Lahaina como ancoradouro, já que os navios afundados em águas profundas seriam irrecuperáveis. No entanto, Lahaina não foi utilizado e o grosso da frota permaneceu atracado em Pearl Harbor . As estradas ainda são um ancoradouro comum para navios de cruzeiro oceânicos e navios de guerra de várias bandeiras, incluindo os EUA, cujas tripulações gozam de tempo em terra na ilha .

## Canal Pailolo
O Canal de Pailolo separa as ilhas de Moloka'i e Maui . Embora o canal tenha apenas cerca de 13,5 km em seu ponto mais curto, é um dos mais ventosos e violentos das ilhas havaianas. O nome é provavelmente uma contração de pai (elevação) e oloolo (deslocamento).

## Canal Kalohi
O Canal Kalohi é o trecho de água que separa Lānaʻi e Molokaʻi . A profundidade da água neste canal é de cerca de 79 m e a largura é 15 km . Este é um dos canais menos traiçoeiros entre as ilhas do arquipélago, embora sejam frequentes os ventos fortes e o mar agitado. A praia Kalolohia na costa de Lāna'i também é conhecida como "Praia do Naufrágio" devido a um naufrágio no recife . Kalohi significa "a lentidão".

## Canal Kaʻiwi
O Canal Kaʻiwi (também conhecido como Canal Molokai ) separa as ilhas de Oʻahu e Molokaʻi e tem 42 km largura. A profundidade máxima é de 700 m . Ka Iwi significa "o osso".  Há competições anuais de remo em canoa e remo de canoa outrigger que atravessam este canal .
Nadar no canal é um dos 7 desafios da série de natação em águas abertas Oceans Seven.

## Canal Kaʻieʻie Waho
O Canal Ka'ie'ie Waho, também chamado de Canal Kauai, separa as ilhas de Kaua'i e O'ahu, a uma distância de 120 km.  Kaʻieʻie Waho significa "Kaʻieʻie ao largo", em homenagem à videira ʻieʻie ( Freycinetia arborea ). A profundidade máxima do canal é superior a 3.500 m.

## Canal Kaulakahi
O Canal Kaulakahi separa as ilhas de Niʻihau e Kauaʻi . São de 27 km largura. Kaulakahi se traduz como "a única chama (faixa de cor)." 

## Canal Kumukahi
O Canal de Kumukahi separa as ilhas de Niʻihau e Lehua . Kumukahi significa "primeiro começo". 

## Canal Hoʻomoʻa
O Canal Ho'omo'a separa as ilhas de Lehua e Nihoa . Ho'omo'a significa "cozinhar".

## Canal do Havaí'iloa
Canal do Havaí'iloa a noroeste das ilhas de Nihoa . Recebeu o nome de Hawai'iloa, herói de uma antiga lenda havaiana sobre a colonização das ilhas havaianas. 